# Nogometni klub Šmartno ob Paki
Il Nogometni klub Šmartno ob Paki, noto come Šmartno, era una società calcistica slovena con sede a Šmartno ob Paki, una località nella regione della Savinjska.
Fondato nel 1928, il club è fallito nel 2005 a causa di problemi economici.

## Storia
Il club viene fondato nel 1928 e, nei campionati della Jugoslavia, il massimo campionato raggiunto è la Slovenska republiška nogometna liga, la terza divisione. Nel 1980-81 vince il campionato, ma, a causa degli alti costi, rinuncia alla promozione in seconda divisione.
Nel 1991, con la dissoluzione della Jugoslavia e l'indipendenza della Slovenia, viene inserito nella Lega intercomunale, al tempo terza divisione slovena (la 3. SNL sarebbe nata l'anno seguente), ed ottiene subito la promozione in 2. SNL.
Nella stagione 1994-95 sono campioni della seconda divisione, ma perdono i play-off promozione; 6 anni dopo arrivano secondi e conquistano la promozione in 1. SNL. Trascorre tre stagioni consecutive nella massima divisione (quarto posto nel 2002-03), ma nel 2004, pur salvandosi col nono posto, a causa di una grave crisi economica non può iscriversi nella 1. SNL 2004-05.
L'anno successivo (in seconda divisione) è afflitto da problemi finanziari per tutta la stagione che lo portano alla retrocessione in 3. SNL, ma in estate il club cessa di esistere. Nello stesso anno nasce l'NK Šmartno 1928, una squadra che afferma di essere il suo successore, idea non condivisa dalla Federcalcio slovena, che tiene separati i record e i risultati di entrambe le squadre.

## Stadio
Il club giocava le gare casalinghe allo Štadion Šmartno, che ha una capacità di 1500 posti.

## Palmarès
Campionato
- Slovenska republiška nogometna liga:

Vincitore: 1980–81
- Druga slovenska nogometna liga:

Vincitore: 1994–95
- Terza divisione slovena

Vincitore: 1991–92
Coppa
- Coppa della MNZ Celje

Vincitore: 1993, 1998–99, 2000–01

## Giocatori
- Gregor Blatnik
- Mišo Brečko
- Bojan Prašnikar
- Ante Šimundža
- Luka Žinko
- Tomi Druškovič